# Valvoline Detroit Grand Prix 1989
Valvoline Detroit Grand Prix 1989 var ett race som var den femte deltävlingen i PPG IndyCar World Series 1989. Racet kördes den 18 juni på Detroits gator. Emerson Fittipaldi tog sin andra seger för säsongen, vilket gjorde att han gick upp i mästerskapsledning. Scott Pruett blev tvåa, med Mario Andretti på tredje plats.

## Slutresultat
| Plats | Förare             | Team                     | Grid | Kvaltid  |
| ----- | ------------------ | ------------------------ | ---- | -------- |
| 1     | Emerson Fittipaldi | Patrick Racing           | 3    | 1.42,297 |
| 2     | Scott Pruett       | Truesports Co.           | 5    | 1.43,036 |
| 3     | Mario Andretti     | Newman/Haas Racing       | 4    | 1.42,692 |
| 4     | Teo Fabi           | Porsche Motorsports      | 8    | 1.43,733 |
| 5     | Rick Mears         | Penske Racing            | 9    | 1.43,911 |
| 6     | Arie Luyendyk      | Dick Simon Racing        | 10   | 1.45,645 |
| 7     | Dominic Dobson     | Bayside Racing           | 25   | 1.49,387 |
| 8     | Roberto Guerrero   | Alex Morales Racing      | 22   | 1.48,623 |
| 9     | Didier Theys       | Hemelgarn Racing         | 15   | 1.46,495 |
| 10    | Pancho Carter      | Leader Cards Racing      | 23   | 1.48,827 |
| 11    | John Jones         | Protofab Racing          | 21   | 1.48,413 |
| 12    | Guido Daccò        | Dale Coyne Racing        | 26   | 1.46,691 |
| 13    | Michael Andretti   | Newman/Haas Racing       | 1    | 1.41,681 |
| 14    | Steve Saleen       | Saleen Autosport         | 20   | 1.47,863 |
| 15    | Bernard Jourdain   | Andale Racing            | 19   | 1.47,764 |
| 16    | Randy Lewis        | Teamkar International    | 28   | 1.51,048 |
| 17    | Kevin Cogan        | Machinists Union Racing  | 13   | 1.46,387 |
| 18    | Bobby Rahal        | Kraco Racing             | 6    | 1.43,240 |
| 19    | John Paul Jr.      | D.B. Mann Motorsports    | 18   | 1.47,183 |
| 20    | Fabrizio Barbazza  | Arciero Racing           | 16   | 1.46,889 |
| 21    | Al Unser Jr.       | Galles Racing            | 2    | 1.42,124 |
| 22    | James Weaver       | Dyson Racing             | 14   | 1.46,440 |
| 23    | Tom Sneva          | Vince Granatelli Racing  | 17   | 1.47,171 |
| 24    | Danny Sullivan     | Penske Racing            | 7    | 1.43,289 |
| 25    | Derek Daly         | Raynor Motorsports Group | 11   | 1.45,933 |
| 26    | A.J. Foyt          | A.J. Foyt Enterprises    | 27   | 1.50,280 |
| 27    | Tero Palmroth      | Hemelgarn Racing         | 24   | -        |
| 28    | Raul Boesel        | Doug Shierson Racing     | 12   | 1.46,018 |